# GSC2405-1059
GSC2405-1059 — хімічно пекулярна зоря спектрального класу A3, що має видиму зоряну величину в смузі V приблизно  0,0.